# Паранаука
Паранау́ка (др.-греч. παρα «около»), квазинау́ка (от лат. quasi- «якобы, как будто»), лженау́ка, псевдонау́ка — группа концепций и учений идейно-гипотетического, теоретического и псевдотеоретического характера, стремящихся к применению научной методологии к предметам ненаучного и вненаучного характера (в том числе к так называемым «паранормальным явлениям»). Наиболее ярким примером является парапсихология, стремящаяся к распространению психологической методологии в исследованиях на свой специфический предмет — неординарные, подчас невоспроизводимые, психические явления. Паранаучное знание возникает как альтернатива, дополнение к существующим видам научного знания, не соответствует критериям построения и обоснования научных теорий и не способно дать рациональное толкование изучаемых фактов. Аксиологически и идеологически паранаучные концепции нередко связаны с течениями антисциентистской направленности. Ввиду важности понятия, обсуждение феномена паранауки входит в курсы истории и философии науки. Содержание понятия отличается от содержания термина «псевдонаука», обозначающего в обобщённой форме ненаучные концепции и учения, позиционируемые или воспринимаемые в качестве научных.
По определению доктора философских наук В. А. Кувакина: «Термин „паранаука“ относится к утверждениям или теориям, которые в большей или меньшей степени отклоняются от стандартов науки и содержат в себе как существенно ошибочные, так и, возможно, истинные положения. „Пара“ (от греческого pará — возле, мимо, вне) как часть сложных слов означает находящееся рядом, отклоняющееся от нормы или нарушающее что-либо. Близость по смыслу понятий „квазинаука“ и „паранаука“ позволяет использовать их как синонимы».
Несмотря на то, что термины «ненаука», «паранаука», «квазинаука», «антинаука», «псевдонаука», «лженаука» и им подобные иногда употребляются взаимозаменяемо, имеются попытки последовательного разграничения этих понятий.
Мартин Манер (Martin Mahner) предложил именовать паранаукой все виды ненаучной деятельности, не являющиеся псевдонаучными.

## Культурно-историческая классификация паранаучных концепций
Принято выделять различные типы паранаучных концепций, специфицирующиеся принадлежностью к тому или иному культурно-историческому контексту своего возникновения:
- Древнейшие учения медицинского, алхимического, астрологического, гадательного (дивинация) и прочего характера, имевшие распространение в Древнем Египте, Вавилонии, Индии и Китае;
- Древние учения аналогичного типа, свойственные для античных Греции и Рима (например, герметизм, мантика, некромантия и нумерология);
- Неортодоксальные средневековые учения (такие как каббала, алхимия);
- Церковные средневековые учения (демонология, учение об аде, экзорцизм);
- Эволюционно восходящие к средневековым учения эпохи Возрождения, Нового и Новейшего времени (дополняясь такими направлениями, как физиогномика, хиромантия и спиритизм);
- Некоторые побочные разработки учёных позднего времени, лишённые собственного научного характера (например, опыты по телепатии В. М. Бехтерева или по достижению бессмертия через переливание крови А. А. Богданова).

## Разнообразие современного контекста
В современной практике термин «паранаука» применяется в разнообразных контекстах:
- По отношению к новым, ещё не завоевавшим авторитета теориям, не соответствующим доминирующей теоретической парадигме[4] (см. Протонаука). Примеры таких теорий, как космонавтика Циолковского или теория дрейфа материков Вегенера, свидетельствуют, что некоторые паранауки со временем имеют шанс войти в сферу «нормальной» науки[4].
- По отношению к комплексу практического познания мира, для которого не обязателен идеал научной рациональности[4]. Например, «народные науки» — народная медицина, народная архитектура, народная педагогика, народная метеорология и т. д., или современные прикладные руководства по различной тематике — «семейные науки», «кулинарные науки» и др. Эти дисциплины учат полезным знаниям и навыкам, но не содержат системы идеальных объектов, процедур научного объяснения и предсказания и потому не поднимаются выше систематизированного и дидактически оформленного опыта[4].
- По отношению к концепциям и учениям, преувеличивающим роль определённых природных закономерностей или постулирующим существование особых, неизвестных науке или сверхъестественных сущностей, явлений и сил[4]. Например, парапсихология, уфология, «оккультные науки» — алхимия, астрология, френология, геомантия, хиромантия, физиогномика, толкование сновидений и т. д.

Напротив, к паранаукам, как правило, не относятся те разделы наук или практических методов, в которых содержится приставка «пара-». Она обозначает методы, средства и практики, находящиеся вне основного содержания данной науки или практики. Например, паралингвистика — раздел языкознания, изучающий неязыковые средства в составе речевого сообщения; парамедицина — раздел медицины, изучающий методы оказания доврачебной медицинской помощи.

### На русском языке
- Полуян П. В. Российские философы разоблачают паранауку // «Правда.Ру», 08.06.2005.

### На других языках
- Committee for Skeptical Inquiry (CSI) (Комитет скептических расследований) — сайт американских скептиков, журнал Skeptical Inquirer (англ.)
- The Skeptics Society — сообщество американских скептиков, журнал Skeptic (англ.)
- James Randi Educational Foundation — фонд Джеймса Рэнди (англ.)
- The Skeptic’s Dictionary электронная версия Энциклопедии заблуждений (англ.)
- Gesellschaft zur wissenschaftlichen Untersuchung von Parawissenschaften (GWUP) (нем.)
- Gesellschaft für Anomalistik e.V. (GfA) (нем.)
- Nachrichten zu den Themen Parawissenschaften und Grenzwissen (нем.)
- Wissenschaft — Pseudowissenschaft: Ein einführender Beitrag über die Abgrenzungsschwierigkeiten, geschrieben aus Sicht von Gegnern der Evolutionstheorie (нем.)
- dyskusja o paranauce — видео ATVN (175 Мб, формат RealMedia) (пол.)